# أرمينيو فراغا
أرمينيو فراغا (من مواليد 20 يوليو 1957، ريو دي جانيرو) اقتصادي برازيلي كان رئيسًا للبنك المركزي البرازيلي من 1999 إلى 2003. من عام 1993 حتى تعيينه في البنك المركزي، كان العضو المنتدب لإدارة صندوق سوروس في نيويورك. منذ عام 2001 كان عضوًا في هيئة الاستشارات المالية المؤثرة التي تتخذ من واشنطن مقراً لها، وهي مجموعة الثلاثين.

## التعليم
حصل فراغا على درجة الدكتوراه في الاقتصاد من جامعة برينستون عام 1985.

## المسار المهني
في عام 2003 أسس شركة الاستثمار غافيا ومقرها ريو دي جانيرو. أطلق على فراغا لقب آلان جرينسبان في أمريكا اللاتينية بسبب تعامله الماهر مع السياسة النقدية البرازيلية خلال فترة رئاسته للبنك المركزي البرازيلي. عمل فراجا مع حكومتي فرناندو هنريك كاردوسو.
في عام 2009 عمل فراغا في اللجنة رفيعة المستوى لتحديث حوكمة مجموعة البنك الدولي والتي - تحت قيادة إرنستو زيديلو - أجرت مراجعة خارجية لحوكمة مجموعة البنك الدولي. في أكتوبر 2010 استحوذت شركة هايبريج كابيتال مانيجمينت وهي شركة تابعة لـ جي بي مورغان على شركة غافيا للاستثمار.

## النشاطات الأخرى

### مجالس الشركات
- مؤسسة الاستثمار الصينية: عضو المجلس الاستشاري الدولي (منذ عام 2009).

### منظمات غير ربحية
- عضو مجلس العلاقات الخارجية.
- مجموعة الثلاثين: عضو.
- مركز كولومبيا العالمي ريو دي جانيرو: عضو المجلس الاستشاري (منذ 2013).
- جامعة برينستون: عضو مجلس الأمناء (2018-2019).